# Калати
Калати су насељено мјесто у Босни и Херцеговини у општини Бихаћ које административно припада Федерацији Босне и Херцеговине. Према попису становништва из 1991. у насељу је живјело 51 становника.

## Становништво
| Националност       | 1991. | 1981. | 1971. | 1961. |
| Срби               | 49    | 108   |       |       |
| Југословени        | 2     |       |       |       |
| остали и непознато |       |       |       |       |
| Укупно             | 51    | 108   | '     | '     |

| Демографија | Демографија | Демографија |
| Година      | Становника  | Становника  |
| ----------- | ----------- | ----------- |
| 1981.       | 108         |             |
| 1991.       | 51          |             |